# Koppargravarna
Koppargravarna är en sjö i Svedala kommun i Skåne och ingår i Sege ås huvudavrinningsområde.